# Ricardo Aronovitch
Ricardo Aronovitch (Aronovich, en espagnol) est un directeur de la photographie argentin, né le 4 janvier 1930 à Buenos Aires (Argentine).

## Biographie
Ricardo Aronovitch a fait une grande partie de sa carrière en France.

## Filmographie
- 1959 : La primera fundación de Buenos Aires
- 1959 : Buenos días, Buenos Aires
- 1959 : Diario
- 1959 : El negoción
- 1960 : Los de la mesa 10
- 1961 : Les Trois Visages d'Ana
- 1962 : Les solitaires (Los venerables todos)
- 1962 : Crimen
- 1962 : El televisor
- 1962 : Los jóvenes viejos
- 1964 : Vereda de Salvação
- 1964 : Les Fusils (Os Fuzis) de Ruy Guerra
- 1965 : São Paulo, Sociedade Anônima
- 1965 : El bombero esté triste y llora
- 1965 : Carta de Fader
- 1965 : Orden de matar
- 1965 : L'Amphithéâtre (El reñidero)
- 1965 : Psique y sexo
- 1966 : Toda Donzela Tem Um Pai Que É Uma Fera
- 1966 : As Cariocas
- 1966 : Villa Delicia: playa de estacionamiento, música ambiental
- 1966 : Buenos Aires
- 1966 : Buenos Aires en camiseta
- 1966 : Los anónimos
- 1966 : Todo sol es amargo
- 1967 : Los contrabandistas
- 1967 : Garota de Ipanema
- 1968 : Los taitas
- 1969 : Tendres Chasseurs (Ternos Caçadores) de Ruy Guerra
- 1969 : Tempo de Violência
- 1969 : Benito Cereno de Serge Roullet
- 1969 : Invasión de Hugo Santiago
- 1970 : Jumbo - Ein Elefantenleben (téléfilm)
- 1971 : Papa les p'tits bateaux de Nelly Kaplan
- 1971 : The Sandpit Generals de Hall Bartlett
- 1971 : Le Souffle au cœur de Louis Malle
- 1972 : Jaune le soleil de Marguerite Duras
- 1972 : L'Humeur vagabonde d'Édouard Luntz
- 1972 : Chère Louise de Philippe de Broca
- 1972 : L'Attentat de Yves Boisset
- 1973 : L'Affaire Dominici de Claude Bernard-Aubert
- 1974 : Les Autres de Hugo Santiago
- 1975 : L'important c'est d'aimer d'Andrzej Żuławski
- 1976 : Lumière de Jeanne Moreau
- 1976 : Sérail d'Eduardo de Gregorio
- 1977 : Providence d'Alain Resnais
- 1977 : Une femme, un jour... de Léonard Keigel
- 1977 : Je t'aime, tu danses de François Weyergans
- 1978 : Le Recours de la méthode (El recurso del método) de Miguel Littin
- 1978 : Couleur chair de François Weyergans
- 1979 : Écoute voir de Hugo Santiago
- 1979 : Clair de femme de Costa-Gavras
- 1980 : Christmas Evil de Lewis Jackson
- 1980 : The Outsider
- 1980 : Ma blonde, entends-tu dans la ville ? de René Gilson
- 1980 : Christmas Evil
- 1981 : Vrijdag
- 1981 : Die ortliebschen Frauen
- 1981 : Chanel solitaire (Coco Chanel) de George Kaczender
- 1982 : Missing de Costa-Gavras
- 1983 : Le Jeune Marié de Bernard Stora
- 1983 : Hughie (téléfilm)
- 1983 : Hanna K. de Costa-Gavras
- 1983 : Le Bal d'Ettore Scola
- 1984 : Stress de Jean-Louis Bertuccelli
- 1986 : Les Longs Manteaux de Gilles Béhat
- 1986 : Les Trottoirs de Saturne
- 1987 : La Famille (La famiglia)
- 1989 : Nunca estuve en Viena
- 1990 : L'Affaire Wallraff (The Man Inside)
- 1990 : La Bonne Âme du Se-Tchouan (téléfilm)
- 1992 : Le Batteur du Boléro de Patrice Leconte
- 1992 : La Vie de Galilée (téléfilm)
- 1994 : Le Mangeur de lune
- 1994 : Le Radeau de La Méduse d'Iradj Azimi
- 1994 : Lumière noire de Med Hondo
- 1995 : Mécaniques célestes de Fina Torres
- 1996 : Désiré de Bernard Murat
- 1997 : El Impostor d'Alejandro Maci
- 1997 : El Che, Ernesto Guevara, enquête sur un homme de légende de Maurice Dugowson
- 1999 : Le Temps retrouvé
- 2001 : Stranded
- 2002 : La kedada
- 2002 : The Tragedy of Hamlet (téléfilm)
- 2004 : Yo puta
- 2006 : Klimt de Raoul Ruiz
- 2006 : Moscow Zero

## Nominations

### César de la meilleure photographie
- 1978 : Providence d'Alain Resnais
- 1984 : Le Bal d'Ettore Scola